# مونا (فیلم ۲۰۰۷)
مونا 
(به تلوگویی: Munna) فیلمی محصول سال ۲۰۰۷ و به کارگردانی وامشی پایدیبالی است. در این فیلم بازیگرانی همچون پرابهاس، ایلیانا دی‌کروز، پراکاش راج، کوتا سیرینواسا رائو، راهول دو ایفای نقش کرده‌اند.